# Merobruchus vacillator
Merobruchus vacillator är en skalbaggsart som först beskrevs av Sharp 1885.  Merobruchus vacillator ingår i släktet Merobruchus och familjen bladbaggar. Inga underarter finns listade i Catalogue of Life.